# Joachim Dreifke
Joachim Dreifke (n. 26 decembrie 1952, Greifswald, Republica Democrată Germană) este un canotor ce a reprezentat Republica Democrată Germană, medaliat olimpic. A participat la 2 ediții ale Jocurilor Olimpice (1976, 1980) în care a câștigat o medalie de aur și o medalie de bronz.